# Malte Liewen Stierngranat
Georg Malte Gustaf August Liewen Stierngranat, född 3 augusti 1871 på herrgården Nobynäs i Lommaryds socken, nuvarande Aneby kommun, död 11 april 1960 i Stockholm, var en svensk entreprenör, ingenjör och målare. Han är känd för att han lät uppföra en pyramid utanför småländska Aneby i vilken han och familjen är begravd.

## Biografi
Malte Liewen Stierngranat var sonson till Gustaf Georg Stierngranat, son till kammarjunkare Henrik Stierngranat och dennes maka Sigrid Maria Lundström samt farbror till Gunila Stierngranat. Efter läroverksstudier i Linköping utvecklade han ett konstintresse samt en stark social kompetens som han förstod att utnyttja. År 1898 reste han mot föräldrarnas vilja (dessa hade hoppats att han som äldste son skulle ta över gården) till USA, där han utan egentlig utbildning lyckades bli erkänd som ingenjör, en titel han använde även framgent. 
I Milwaukee i Wisconsin gjorde han bekantskap med den förmögna senatorsdottern Anna Marie Viétor Dahlman, vilken han 1905 gifte sig med. I USA lyckades Stierngranat etablera sig som en framgångsrik tavelkonservator. År 1911 flyttade paret till Sverige. De hade då fått en dotter, Ulrika, och väntade sonen Rutger. Stierngranat fick kontakt med skulptören Carl Eldh, vars välgörare han blev. 
Föräldrarna hade under mellantiden tvingats sälja Nobynäs herrgård. Stierngranat kunde med hustruns pengar 1913 återköpa en del av ägorna. Här uppfördes vid sjön Ralången det lilla slottet Stjärneborgs slott, ritat av arkitekt Torben Grut. Året efter lyckades Stierngranat också övertyga Järnvägsstyrelsen att Stjärneborg skulle få en hållplats på stambanan. Hållplatsen fungerade in på 1960-talet. Stationshuset revs dock 1965. Stierngranat hoppades att en by skulle växa upp kring stationen. Själv forslade han 1926 dit en kavaljersbyggnad från Viredaholm, som inreddes som museum. När Aneby fick sitt konserthus var Stierngranat också en starkt pådrivande kraft.
År 1929 skildes han från första hustrun Marie Dahlman då det visade sig att han hade en älskarinna som hette Astrid. Hon blev gravid och i juli månad 1929 föddes deras gemensamma dotter. Stierngranat flyttade senare till Vittsjö i norra Skåne. Här drev han på för att hembygdsföreningen skulle uppföra en skänkt ryggåsstuga, Uggletorpsstugan, vid Vittsjöns strand. I Vittsjö träffade han också en skånsk grosshandlaränka, Amelie (Allie) Sandahl (1883–1958), vilken han gifte sig med i Kristianstad hösten 1931. 
Paret flyttade till Ängelholm, där Stierngranat främst är hågkommen för att han var med och tog initiativet till hembygdsparken, vilken invigdes 1935. Bland Stierngranats bidrag finns en kopia av en klockstapel från Vittaryd i Småland. Denna dekorerades invändigt av Stierngranats vän Förslövskonstnären Pär Siegård. Stierngranats vänskap med Carl Eldh hjälpte staden att få köpa en replik av skulpturen "Mor", vilken placerades centralt i hembygdsparken, på "Malte Stierngranats plats" (stulen i augusti 2019). 
År 1937 blev Stierngranat dock osams med hembygdsföreningens styrelse och familjen flyttade först till Lund och efter några år åter till Stjärneborgstrakten, där Stierngranat spenderade så mycket av hustruns pengar på renovering av ett hus, att det kan ha bidragit till makarnas skilsmässa 1945. Stierngranat flyttade nu till Gränna, där han bodde sina sista femton år, och bland annat tog initiativ till att ställa i ordning Braheparken, och även lyckades förvärva en kopia av Carl Eldhs skulptur "Löparna", vilken står invid gamla riksvägen mellan Gyllene Uttern och Gränna. Som konstnär utförde han varierade motiv, till exempel stilleben, landskapsskildringar och porträtt. Vid sidan av sitt eget konstnärskap arbetade han även med restaurering av gamla mästares tavlor.

## Gravpyramiden
Inspirerad av en resa i Egypten 1908 beslöt Stierngranat att uppföra en pyramid som ett framtida gravmonument för sig och sin familj. Pyramiden uppfördes på Stjärneborgs ägor och invigdes 1924. År 1959 kläddes pyramiden i koppar. I pyramiden vilar nu Stierngranat, den första hustrun Marie, barnen Rutger och Ulrika och Ulrikas make Björn Stenhammar.

## Galleri

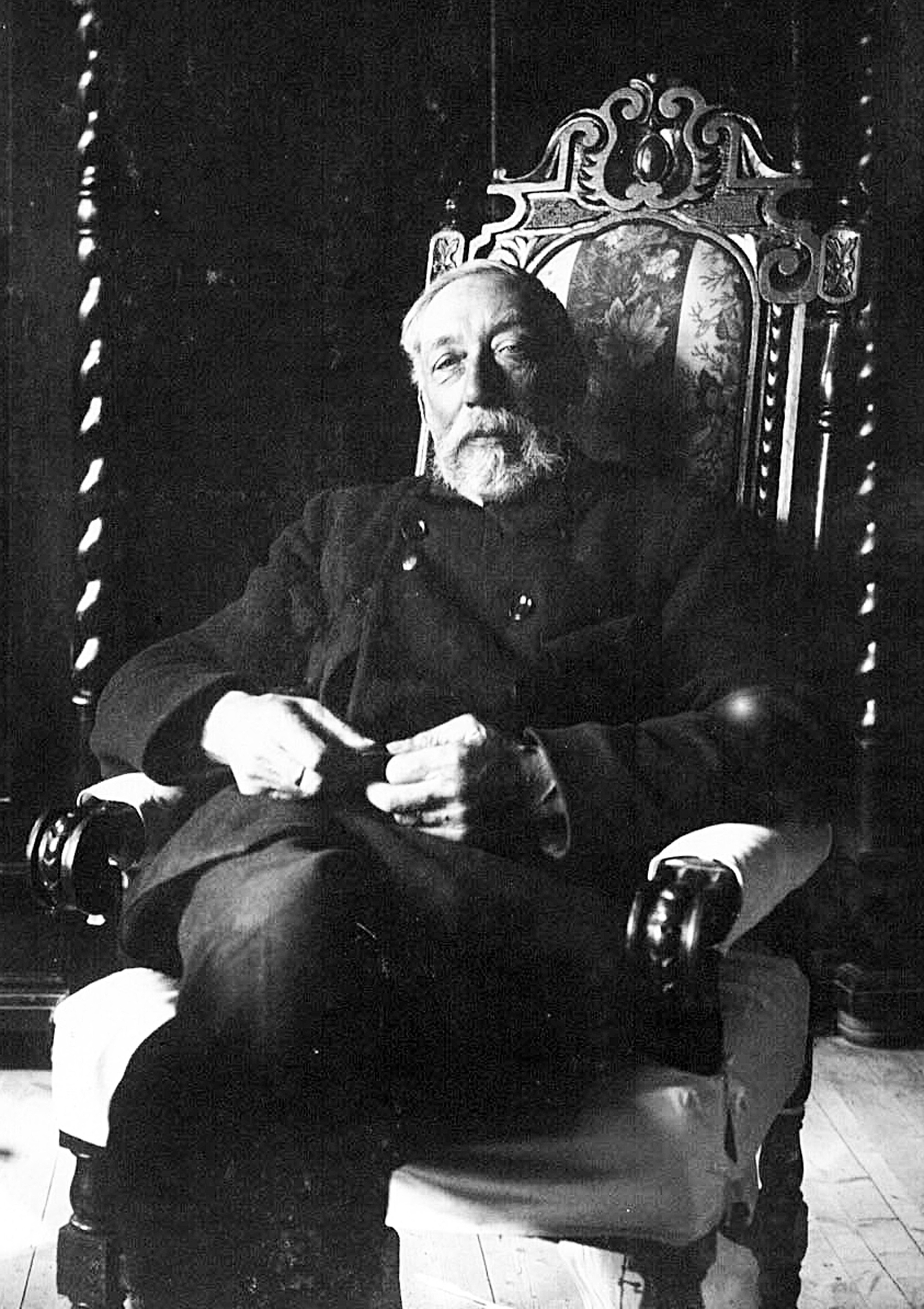
Fadern, Henrik Liewen Stierngranat
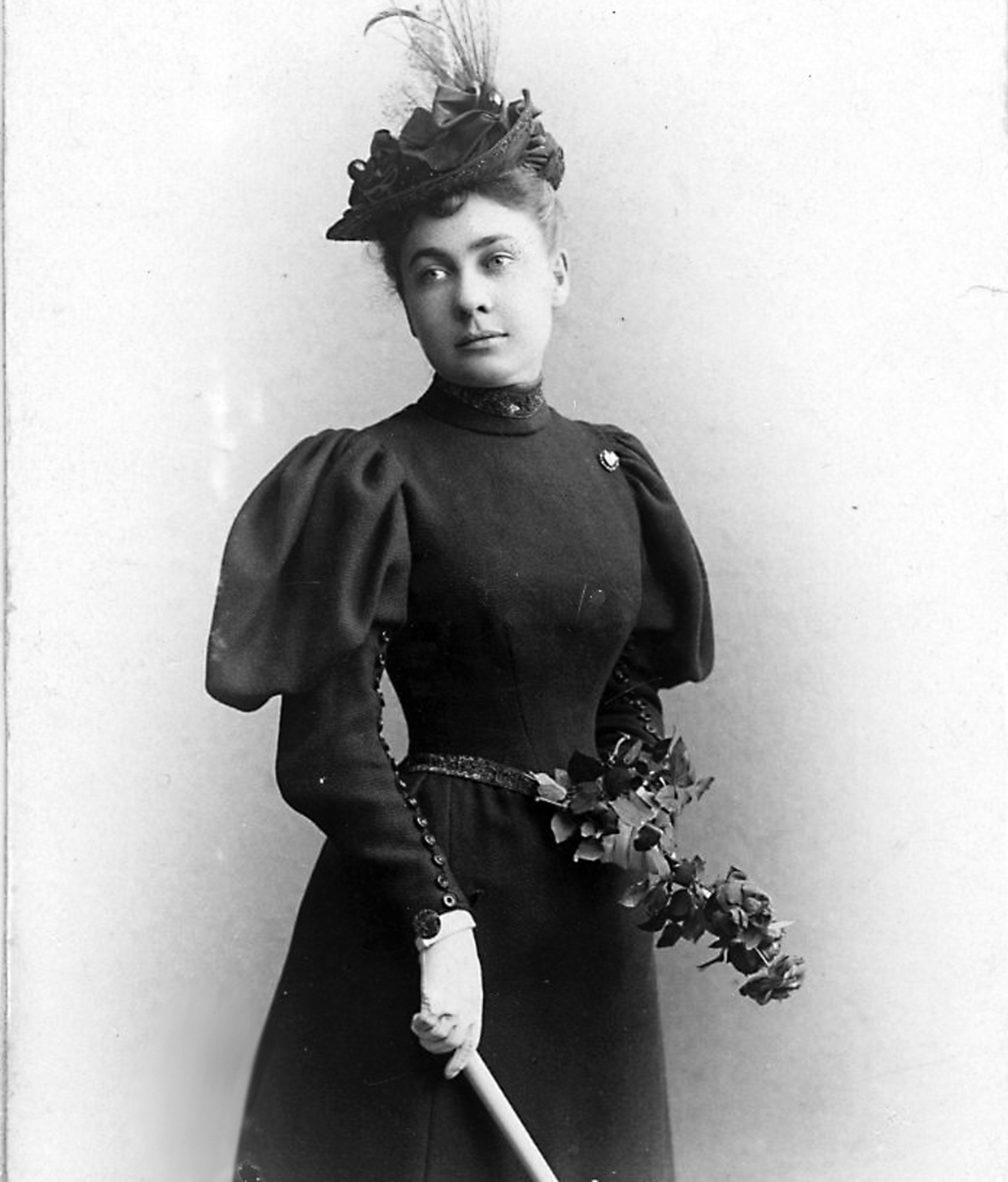
Marie Dahlman, Stierngranats hustru från 1905 till 1929
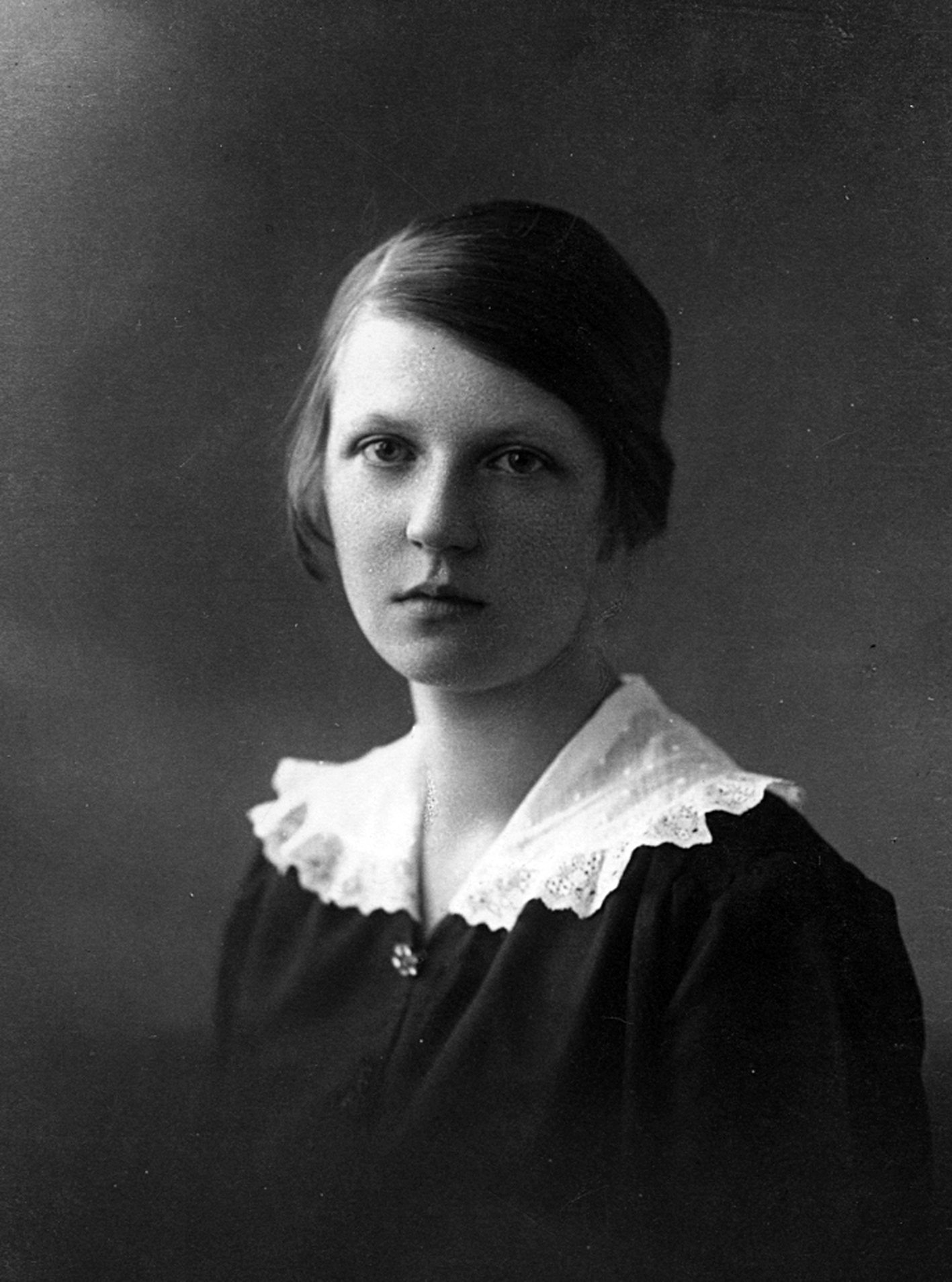
Pigan Astrid Gustafsson, mor till Stierngranats dotter Eva Barbro Marianne Hultgren (f. 16 juli 1929), Eksjö
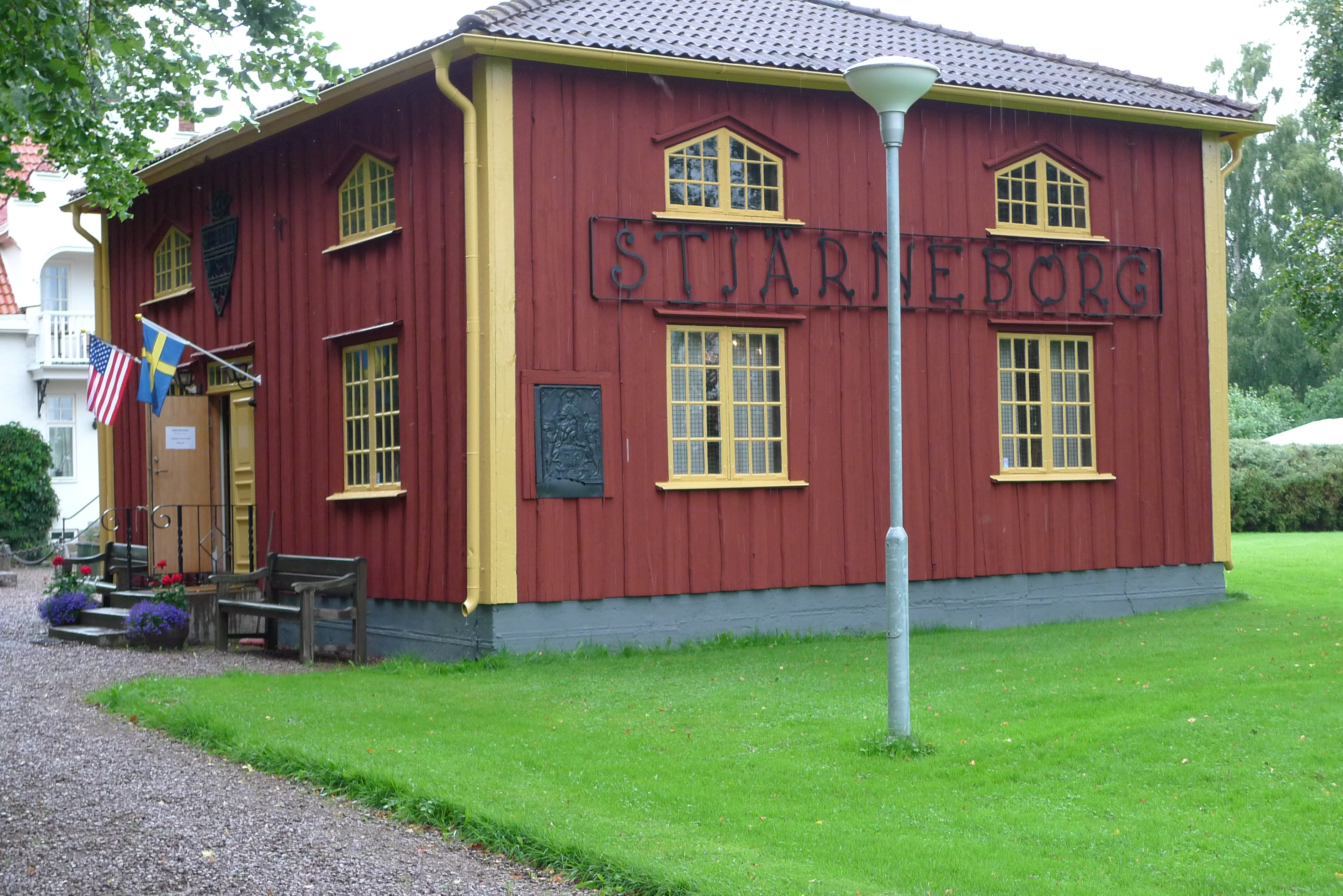
Museet i Stjärneborg
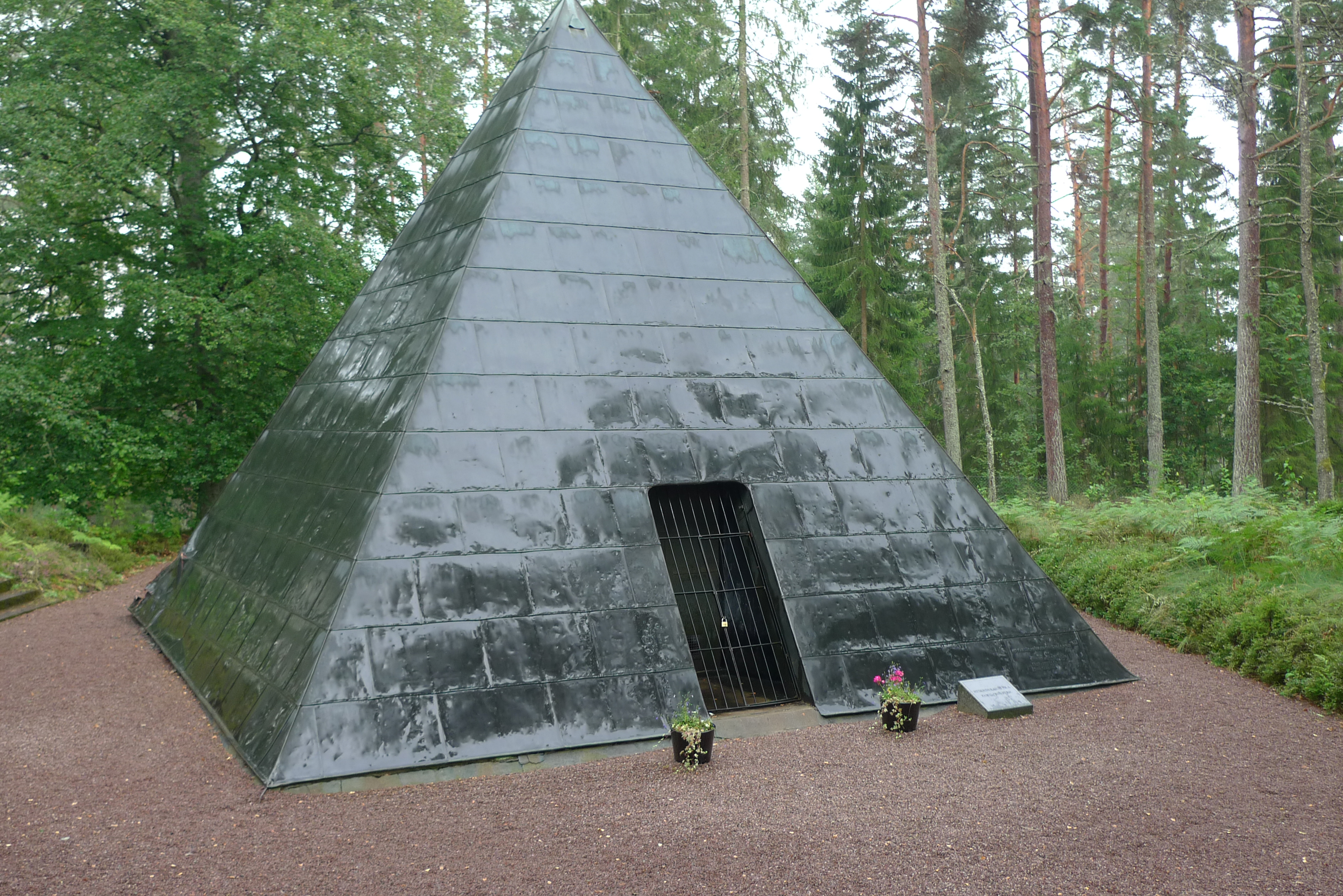
Stierngranats gravpyramid, Stjärneborg
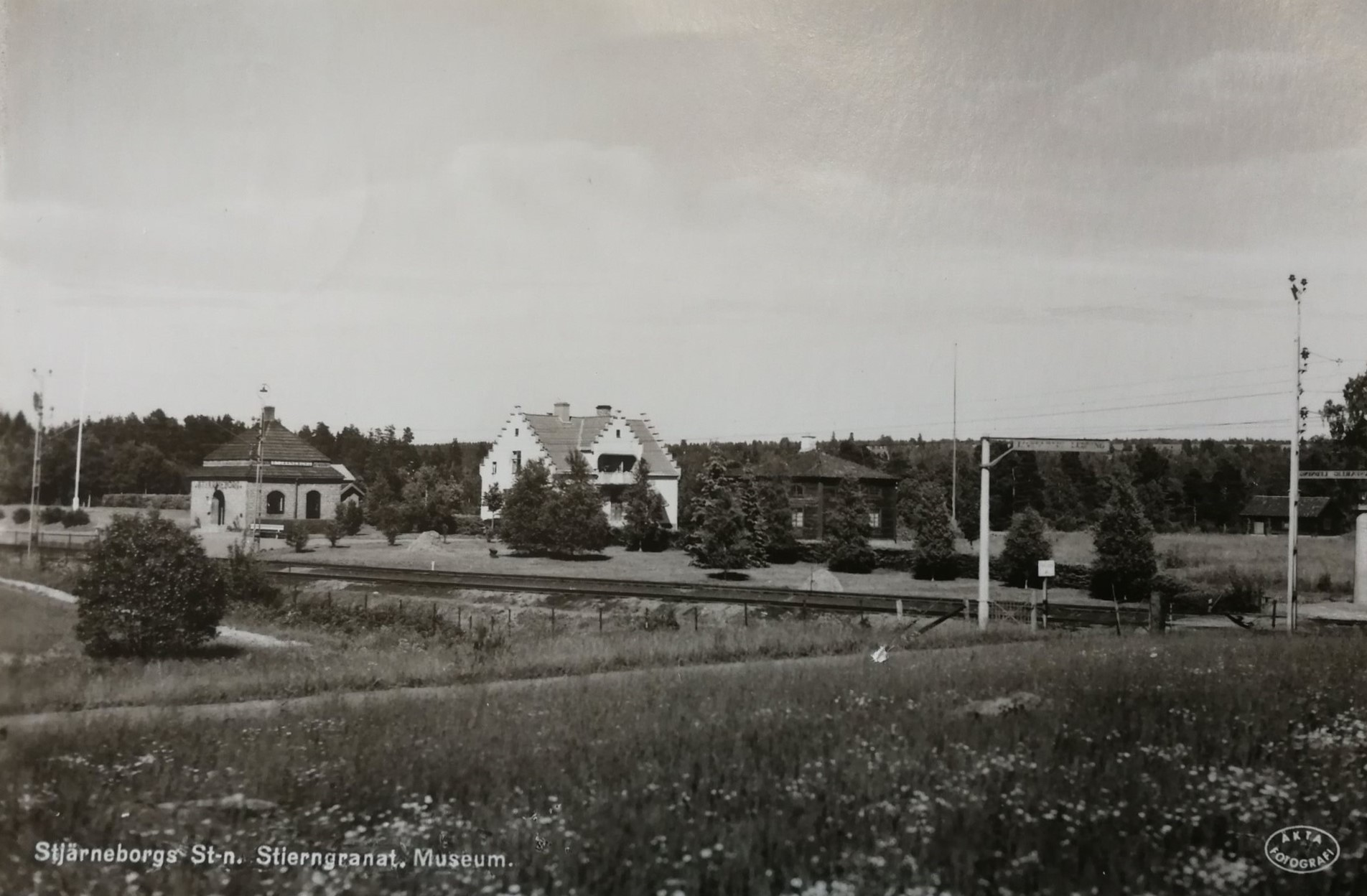
Stjärneborgs järnvägsstation (tegelbyggnaden längst t.v.)